# مورچیبا
مورچیبا (انگلیسی: Morcheeba) یک گروه الکترونیکی انگلیسی است که در اواسط دهه ۱۹۹۰ تشکیل شد.